# Ninth Air Force
La Ninth Air Force è una forza aerea numerata dell'Air Combat Command (ACC) (United States Air Force). Dalla sua attivazione il 5 agosto 2009, ha avuto il comando principale presso Shaw Air Force Base (Carolina del Sud). Dal 1990, furono schierate unità nel Medio Oriente contro l'Iraq, e dal 2001 contro le minacce provenienti dall'Afganistan. In tale ruolo, l'organizzazione era conosciuta come United States Air Forces Central (USAFCENT).
Fino ad agosto 2009, la Ninth Air Force e USAFCENT avevano lo stesso comandante. In un complicato trasferimento di tradizioni, l'eredità della Ninth Air Force della Seconda guerra mondiale e del periodo successivo fu appannaggio della sola United States Air Forces Central, e sulla costa orientale degli Stati Uniti fu attivata una nuova Ninth Air Force, che tecnicamente non aveva una storia pregressa.
Questa voce pertanto tratta dell'organizzazione attuale, dato che le tradizioni dell'organizzazione precedente appartengono oggi all'USAFCENT.

## Genealogia
- Istituita come Ninth Air Force il 4 agosto 2009

Attivata il 5 agosto 2009

## Comandi sovraordinati
- Air Combat Command, 5 agosto 2009 – oggi

## Principali unità dipendenti
Il comando è preposto a organizzare, addestrare ed equipaggiare otto stormi in servizio attivo e due unità a rapporto diretto. Questi otto stormi sono:
- 1st Fighter Wing, Joint Base Langley–Eustis, Virginia
- 4th Fighter Wing, Seymour Johnson Air Force Base, North Carolina
- 20th Fighter Wing, Shaw Air Force Base, South Carolina
- 23rd Wing, Moody Air Force Base, Georgia
- 93rd Air Ground Operations Wing, Moody Air Force Base, Georgia
- 325th Fighter Wing, Tyndall AFB, Florida
- 461st Air Control Wing, Robins AFB, Georgia
- 495th Fighter Group
- 633rd Air Base Wing, Joint Base Langley-Eustis, Virginia

Le unità a rapporto diretto, non di volo, dipendenti annoverano:
- 819th Red Horse Squadron, Malmstom AFB, Montana
- 823d Red Horse Squadron, Hurlburt Field, Florida

La Ninth Air Force ha anche il compito di supervisione sulla prontezza operativa di 30 unità scelte di Air National Guard e Air Force Reserve.